# مارک دین (بازیکن فوتبال)
مارک دین (انگلیسی: Mark Dean؛ زادهٔ ۱۸ نوامبر ۱۹۶۴) بازیکن فوتبال اهل بریتانیا است.
از باشگاه‌هایی که در آن بازی کرده‌است می‌توان به باشگاه فوتبال ویتون آلبیون و باشگاه فوتبال نورتویچ ویکتوریا اشاره کرد.